# Yttertänger
Yttertänger is een plaats in de gemeente Falun in het landschap Dalarna en de provincie Dalarnas län in Zweden. De plaats heeft 77 inwoners (2005) en een oppervlakte van 54 hectare. De plaats ligt circa 30 kilometer ten noorden van de stad Falun. De plaats ligt aan een meer, dat deel uitmaakt van een gebied met allemaal met elkaar in verbinding staande meren, voor de rest bestaat de omgeving van de plaats vooral uit bos.

## Verkeer en vervoer
Bij de plaats loopt de Riksväg 50.